# Химн на Великобритания
God Save the Queen пренасочва насам.  За песента на „Секс Пистълс“ вижте God Save the Queen (песен на Секс Пистълс).
„Бог да пази Краля/Кралицата“ (God Save the King/Queen) е национален или кралски химн на Обединеното кралство и редица от 15-те други кралства на Британската общност и техни територии, както и в британските коронни владения.
Служи за национален химн на Нова Зеландия (от 1977 г.) и някои британски територии наред с техните местни химни.
Използва се също за кралски химн (изпълняван пред монарха) в тези страни, както и в Канада – от 1980 г., Австралия – от 1984 г., Барбадос и Тувалу.

## Текст
1
God save our gracious King,
Long live our noble King,
God save the King:
Send him victorious,
Happy and glorious,
Long to reign over us:
God save the King.
2
O Lord, our God, arise,
Scatter his enemies,
And make them fall.
Confound their politics,
Frustrate their knavish tricks,
On Thee our hopes we fix,
God save us all.
3
Thy choicest gifts in store,
On her be pleased to pour;
Long may he reign:
May he defend our laws,
And ever give us cause
To sing with heart and voice
God save the King.